# Darius Kuolys
Darius Kuolys (* 17. Juni 1962 in Vilnius) ist ein litauischer Kulturhistoriker und Politiker, Mitglied im Stadtrat Vilnius, ehemaliger Bildungsminister Litauens. 

## Leben
Darius Kuolys absolvierte 1985 das Studium der litauischen Sprache und Literatur und absolvierte an der Vilniaus universitetas und lehrte danach als Dozent. Von 1990 bis 1992 war er Kultur- und Bildungsminister Litauens, danach Vizeminister, von 1998 bis 2002 Berater des litauischen Präsidenten Valdas Adamkus, ab 2004 Direktor des Instituts für Zivilgesellschaft. Er moderierte eine Kultursendung bei Lietuvos radijas ir televizija. Seit dem 22. April 2015 ist er Mitglied im Rat der Stadtgemeinde Vilnius.